# 賽點印度威力車隊
賽點印度威力F1車隊（英語：Racing Point Force India Formula One Team，简称Force India），是一支參與了2018年世界一級方程式錦標賽下半賽季的英国車隊，前身为印度力量车队。
2018赛季夏休期期间，印度力量车队因面临财务危机而被英国法院裁定代管，随后由加拿大商人勞倫斯·斯托爾牵头的財團“英國賽點公司”在夏休期收購印度威力車隊，並更改隊名为赛点印度力量车队；車隊總部沿用原印度力量车队位於英國銀石的基地，但车队改以英國赛照參與賽事。
2019年，赛点印度力量车队正式更名為賽點車隊，随后赛点车队又在2021年因劳伦斯·斯托尔收购阿斯顿·马丁的原因更名为阿斯顿·马丁车队。

## 隊史

### 背景
车队前身印度力量车队是由2008赛季开始参与F1赛事的车队，历史可追溯到1991年由埃迪·乔丹创立的乔丹车队。1991年至2018年期间，虽然车队经历过三次转手，但源自乔丹车队的参赛资格始终被继承。
2018年，由于印度力量车队创始人维杰·马尔雅被指控欺诈和拖欠贷款，已参与F1十一年的印度力量车队陷入财务危机。2018年7月27日，印度威力車隊被伦敦高等法院裁定代管，進而進入转售流程。最终，印度力量车队的资产在2018年8月2日被名为“英國賽點公司”的财团收购，该財團由时任威廉姆斯车队车手蘭斯·斯托爾的父親勞倫斯·斯托爾牵头，成員包含安德烈·德瑪雷、約翰 D. 艾鐸、小約翰·麥考、邁克爾·迪·皮喬托、喬納森·杜德曼（英語：Jonathan Dudman）及曹其峰等美加商人。
而在2018赛季剩余的比赛中，车队决定继续使用印度力量车队2018赛季的VJM11赛车，而塞尔希奥·佩雷兹和埃斯特班·奥康两位车手也被留用。
在建队流程完成，车队准备参加比利時站之前，赛点公司需要获得與前老闆維傑·馬爾雅有財務相關糾紛，并持有印度力量车队母公司资产冻结令的13間印度銀行的许可，从而最终完成对车队的收购。最终，赛点公司在比利时站之前成功获得许可，但赛点公司只能以收购原印度力量车队的资产，并成立新车队的形式继续参加F1赛事，该种情况下，新车队无法继承印度力量车队的参赛资格，需要申请新的F1参赛资格。
2018年8月23日，国际汽联与赛点公司达成协议，被收购后成立的新车队自2018年比利時大獎賽起将取代原印度力量車隊的參賽資格，并以新车队名称参加F1赛事。虽然两位车手已取得的积分可以保留，但由于新车队属于全新参赛的实体，因而无法继承印度力量车队在2018赛季前半部分比赛中已取得的59个积分，也不会继承印度力量车队已累积到的2018赛季奖金。而在經過特殊條款以及其他九支參賽隊伍的一致同意後，新車隊允许保留2017赛季印度力量車隊所獲得的獎金。
由于协议规定赛车底盘名称需要在新车队名称中保留，因此赛点公司决定在2018赛季以賽點印度威力F1車隊（英語：Racing Point Force India Formula One Team）名义参加比赛，注册地改为英國，积分也将从零开始计算。
在赛点印度力量车队成立并参赛的同时，国际汽联以“无力完成赛季”为由将印度力量车队从车队积分榜除名，随后取消了印度力量车队的F1参赛资格，从而允许赛点印度力量车队参赛。这也标志着，自乔丹车队1991年成立以来一直延续的参赛资格至此终止。

### 2018赛季后半段赛事

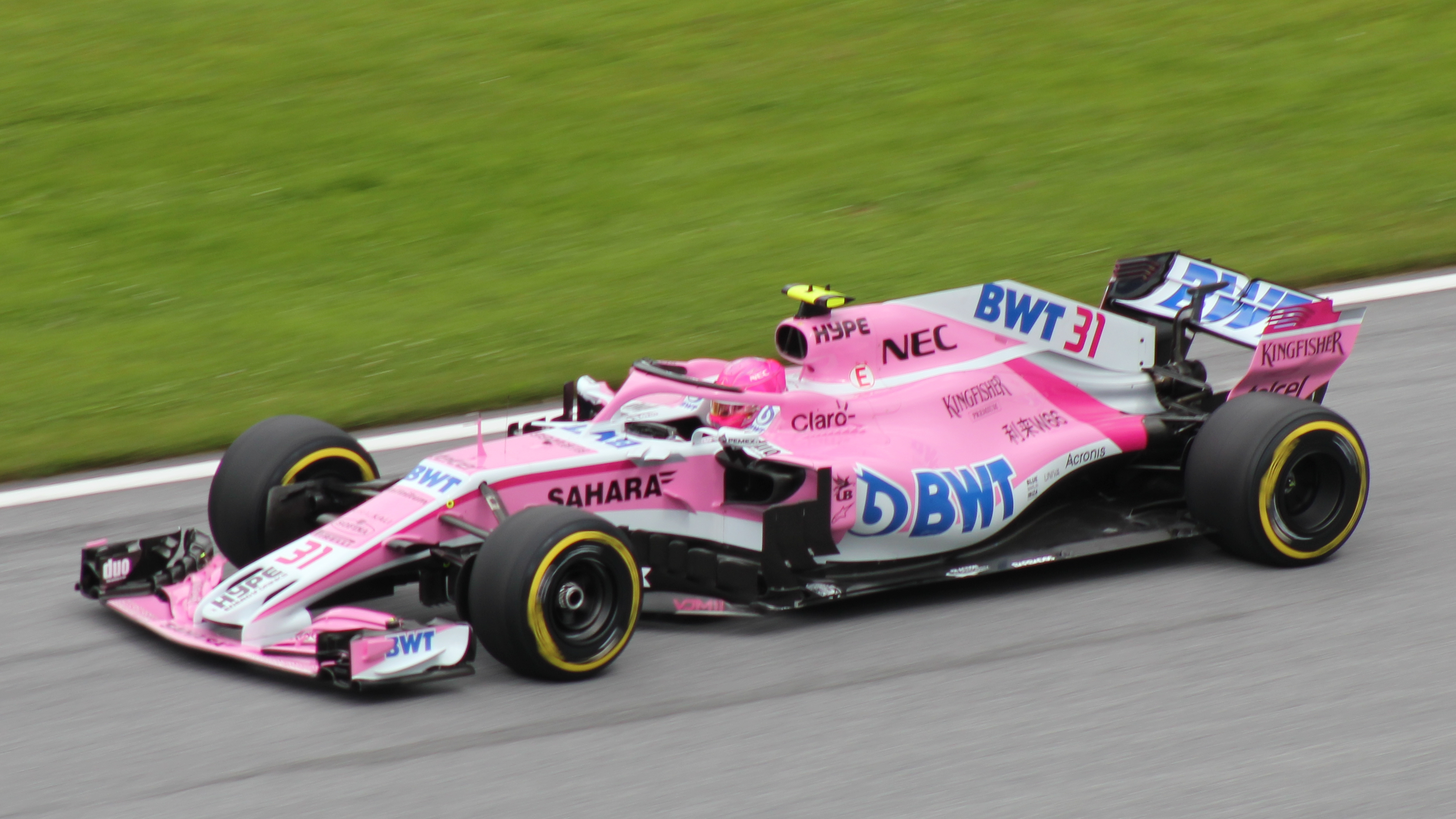
在2018年比利时大奖赛上驾驶赛点印度力量VJM11赛车的埃斯特班·奥康

赛点印度力量车队自2018年比利時大獎賽开始参加F1赛事，该站比赛中，奥康和佩雷兹在排位賽分别取得了第三及第四名，正赛中佩雷兹以第五名完赛，奥康以第六名完赛，该场比赛上两位车手共取得18分，这讓新车队在自己的首场比赛后，即在車隊積分榜上前进至第九名；下一站的義大利站上，两位车手继续在正赛分获第六及第七名，車隊積分榜的排名也躍升至第七，超越了索伯车队、紅牛二队及威廉姆斯车队；然而在新加坡站上，赛点印度车队未能拿出前面两场比赛上的良好表现，第一圈比赛上佩雷兹即与奥康发生碰撞，奥康也因此撞牆退賽；佩雷兹也在第33圈试图超越謝爾蓋·希洛金時，因做出危險行為而被判罰通过维修区，最终滑落至全场最后一名，以第16名完赛，车队也未能取得任何积分。接下来直至赛季结束的最后6场比赛中，佩雷兹在其中5场比赛中完赛并取得积分，只在主场墨西哥站上因刹车问题被迫退赛；而队友奥康则在俄罗斯站和日本站上连续取得两个第9名，紧接着的美国站上，虽然奥康以第8名冲线，但因他的赛车在第一圈超过燃油流量限制，最终被取消当场比赛成绩，最后三场比赛上奥康则未能取得任何积分。
車隊最終在九站賽事中取得52个積分，并在车队积分榜上排名第七名，領先第八名的索伯车队4分，落後第六名的迈凯伦车队7分。如将前半赛季印度力量车队的积分计入，车队所取得的积分将排在该年度第5名。

### 更名
2018年12月，国际汽联在公布的2019赛季参赛名单中，取消了印度力量车队的参赛资格，从而允许赛点印度力量车队更名。
2019年2月，赛点印度力量車隊宣布将以“赛点车队”名义参加2019赛季的F1比赛。。

## F1成绩列表
(賽果底色示意列表)
粗體－桿位
斜體－最快圈速
* – 賽季進行中
† –  車手未完成賽事，但已完成90%的原定賽程，因而有排名
賽點印度威力F1車隊時期
| 赛季 | 底盘  | 动力单元                     | 轮胎 | 車號 | 车手          | 1  | 2    | 3  | 4 | 5  | 6  | 7  | 8  | 9  | 10 | 11 | 12 | 13 | 14 | 15  | 16 | 17 | 18  | 19  | 20   | 21  | 积分 | 排名 |
| ---- | ----- | ---------------------------- | ---- | ---- | ------------- | -- | ---- | -- | - | -- | -- | -- | -- | -- | -- | -- | -- | -- | -- | --- | -- | -- | --- | --- | ---- | --- | ---- | ---- |
| 2018 | VJM11 | 梅赛德斯M09 EQ Power+ 1.6V6t | P    |      |               | 澳 | 巴林 | 中 |   | 西 | 摩 | 加 | 法 | 奥 | 英 | 德 | 匈 | 比 |    | 新  | 俄 | 日 | 美  | 墨  | 巴西 | 阿  | 52   | 7th  |
| 2018 | VJM11 | 梅赛德斯M09 EQ Power+ 1.6V6t | P    | 11   | 墨西哥        |    |      |    |   |    |    |    |    |    |    |    |    | 5  | 6  | 16  | 9  | 7  | 8   | 11  | 10   | 8   | 52   | 7th  |
| 2018 | VJM11 | 梅赛德斯M09 EQ Power+ 1.6V6t | P    | 31   | 埃斯特班·奧康 |    |      |    |   |    |    |    |    |    |    |    |    | 6  | 7  | Ret | 10 | 9  | DSQ | Ret | 14   | Ret | 52   | 7th  |